# Алдошин, Максим Сергеевич
Макси́м Серге́евич Алдо́шин (22 мая 1998, Москва) — российский дартсмен. Трёхкратный участник молодёжного чемпионата мира PDC. Призёр чемпионатов России. Мастер спорта России.

## Биография
Начинал заниматься дартсом в Московском дворце пионеров. Первый тренер — Григорий Русанов.
В 14 лет стал бронзовым призёром взрослого чемпионата России по дартсу в дисциплине «американский крикет». На юниорском уровне становился победителем и призёром первенств Европы. Был призёром командного чемпионата России в составе сборной Москвы.
В 2017 году дебютировал на молодёжном чемпионате мира под эгидой PDC. Также играл на МЧМ в 2018 и 2019 годах, однако ни разу не вышел из группы.

## Вне спорта
Болеет за московское «Динамо» в футболе и хоккее. На одном из телевизионных турниров по дартсу вышел на сцену в футболке с литерой «Д».

## Достижения

### Американский крикет
- Бронзовый призёр чемпионата России (2013, 2023)[11]

### Командные
- Бронзовый призёр чемпионата России (2014, 2017, 2019, 2023[12])